# Теньо Запрянов
Теньо Петков Запрянов е български офицер, генерал-лейтенант.

## Биография
Роден е на 2 август 1932 г. в първомайското село Любеново, днес част от град Първомай. Завършва реална гимназия през 1950 г. От 1950 до 1952 г. е завеждащ отдел „Пропаганда и агитацияя“ на ДСНМ в Първомай. В периода 1 октомври 1952 – 17 септември 1954 г. учи в Народното военно артилерийско училище в Шумен. Между 18 септември 1954 и 28 ноември 1955 г. е курсант във Военнополитическата академия. След това е назначен за командир на взвод в 13 гаубичен артилерийски дивизон в тринадесета танкова бригада. Остава на този пост до 21 октомври 1959 г. От 22 октомври 1959 до 13 март 1961 г. е командир на учебен отдел в същия дивизион. Между 14 март и 13 юни 1961 е секретар на БКП в 13 гаубичен артилерийски дивизион. В периода 14 юни 1961 – 18 октомври 1964 г. е заместник-командир по политическата част на танков батальон в 96-и мотострелкови полк. От 19 октомври 1964 до 28 юни 1968 г. е командир на танков батальон. Между 29 юни 1968 и 21 юли 1971 г. учи профил „Общовойскови разузнавателен“ във Военната академия в София. След това за няколко месеца е от 22 юли до 27 септември 1971 г. е на разпореждане на управление „Кадри“. В периода 28 септември 1971 – 5 октомври 1973 г. е началник-щаб на дванадесети мотострелкови полк. Между 6 октомври 1973 и 29 август 1974 г. е командир на полка. Завършва Военната академия на Генералщабна академия на СССР (30 август 1974 – 23 юли 1976). От 24 юли до 15 октомври 1976 г. е на разпореждане на Управление „Кадри“. Между 16 октомври 1976 и 13 ноември 1978 г. е заместник-командир на втора мотострелкова дивизия. Командир на седма мотострелкова дивизия (14 ноември 1978 – 9 октомври 1981). От 10 октомври 1981 до 3 октомври 1982 г. отново е на разпореждане на Управление „Кадри“. В периода 4 октомври 1982 – 29 декември 1987 г. е началник на Окръжното военно управление в Пловдив. След преминаването от Окръжна на Областна организация е преназначен за началник на Областното военно управление в Пловдив от 30 декември 1987 до 13 август 1990 г. Между 14 август 1990 и 17 март 1992 г. е началник на управление „Кадри“ в Министерството на отбраната. След това от 18 март до 28 септември 1992 е на разпореждане на Управление „Кадри“ по щат-187. На 29 септември 1992 г. излиза в запаса.

## Образование
- Народното военно артилерийско училище в Шумен – 1 октомври 1952 – 17 септември 1954 г.
- Военнополитическа академия – 18 септември 1954 – 28 ноември 1955 г.
- Военна академия „Георги Раковски“ – 29 юни 1968 – 21 юли 1971 г.
- Военната академия на Генералния щаб на СССР – 30 август 1974 – 23 юли 1976 г.

## Военни звания
- лейтенант (22 септември 1954)
- старши лейтенант (31 август 1958)
- капитан (30 август 1960)
- майор (8 октомври 1965)
- подполковник (25 септември 1970)
- полковник (12 септември 1972)
- генерал-майор (6 септември 1980)[3]
- генерал-лейтенант (7 август 1991)[4]

## Награди
- Медал „За безупречна служба“ – II ст.
- Медал „30 години социалистическа революция“
- „9 септември 1944 г.“ – III и I ст. с мечове
- „Червено знаме“
- „1300 години България“